# The Captain and the Kid
The Captain and the Kid è il quarantaseiesimo album (il trentesimo in studio) dell'artista britannico Elton John, pubblicato il 18 settembre 2006.
È un concept album narrante il seguito delle avventure di "Captain Fantastic" iniziate con Captain Fantastic and the Brown Dirt Cowboy.

## Il disco
Il progetto è nato da un'intuizione di Merck Mercuriadis (un manager della Sanctuary Records): egli, infatti, consigliò ad Elton e Bernie Taupin di creare un secondo album autobiografico, che chiudesse il ciclo iniziato dal famoso Captain Fantastic and the Brown Dirt Cowboy nel 1975; le tematiche dovevano ovviamente concernere le avventure affrontate dal duo. In Captain Fantastic venivano narrati gli anni della gavetta, affrontati dai due nel sottobosco musicale londinese degli anni Sessanta; il tutto culminava con lo sbarco in America (ricordato nel brano Tower of Babel). In questo nuovo disco, invece, la storia narrata è quella dell'ormai famosissima rockstar e del suo fido paroliere-poeta in un mondo a volte gratificante, ma spesso e volentieri infido e avido: le tematiche trattate spaziano dalla droga (And the House Fell Down) alla perdita delle persone care (Blues Never Fade Away), alla paura dell'ignoto e alla difficoltà di compiere una scelta (il primo singolo The Bridge), per poi fare un incredibile compendio di 40 anni di avventure (The Captain and the Kid, ultima traccia del CD recante la stessa intro e la stessa parte finale del pezzo Captain Fantastic and the Brown Dirt Cowboy). Ecco la spiegazione di Bernie: "Se c'è un momento in cui l'ascesa di Elton John ebbe inizio è certamente l'arrivo a Los Angeles nel 1970. Il nuovo disco parte esattamente da lì. L'album punta sugli elementi fondamentali della vita. Parla delle conquiste e dei fallimenti, parla di amore, morte e di tutte le nostre esperienze. Esperienze che, in realtà, toccano la vita di tutti".
Per la registrazione delle tracce dell'album, Elton ha voluto esclusivamente la sua Elton John Band (formata da Davey Johnstone, Nigel Olsson, Bob Birch, Guy Babylon e John Mahon): "Volevo che il disco fosse registrato in modo organico, senza tempi prestabiliti e le luci rosse dalla sala controllo. Non volevo sezioni d'archi e articifici del genere, solo la band. Ci siamo accomodati sul palco, l'attrezzatura di fronte ai musicisti. Io scrivevo le musiche, la band si impossessava delle canzoni, le registravamo...". I generi musicali trattati sono così sintetizzati da Cesare G. Romana de Il Giornale: "'The Captain and the Kid' rispecchia fedelmente fin dall'iniziale 'Postcards from Richard Nixon' l'americanite tenace del musicista inglese nonché il suo amore per rhythm and blues, gospel, country corretto da una cultura di base molto europea, non esente da fruttuosi tributi alla musica colta". Il testo di un brano, 12, non è stato musicato (per accoppiarlo a Dogs in the Kitchen, altro testo privo di musica presente nel libretto di Captain Fantastic), mentre la canzone Across the River Thames è disponibile come download a chiunque inserisca il disco nel proprio computer. Il libretto del CD contiene foto e immagini di Elton e Bernie (per la prima volta, Taupin appare con John nella copertina di un album della rockstar).
The Bridge è stato un buon singolo promozionale, sebbene l'etichetta Interscope Records avesse annunciato di non avere l'intenzione di pubblicare alcun singolo effettivo, considerando il concept album come un blocco unico.
Ciò nonostante, The Captain and the Kid non ha avuto un grande riscontro commerciale, in parte a causa della pessima campagna pubblicitaria della casa discografica (nei primi concerti del 2007, Elton si è lamentato di questo e ha cercato senza successo di svincolarsi dal contratto), ma anche a causa delle sonorità molto poco commerciali e non adatte a un pubblico generico (inoltre i singoli promo The Bridge e Tinderbox non hanno avuto un grande successo). Comunque, il disco è riuscito a conseguire una #6 in patria e una #18 USA (in Italia ha conseguito la #21).
The Captain and the Kid è stato pubblicato anche in formato LP.

## Tracce
Tutti i brani sono stati composti da Elton John e Bernie Taupin.
1. Postcards from Richard Nixon – 5:15
2. Just Like Noah's Ark – 5:33
3. Wouldn't Have You Any Other Way (NYC) – 4:38
4. Tinderbox – 4:25
5. And the House Fell Down – 4:48
6. Blues Never Fade Away – 4:45
7. The Bridge – 3:38
8. I Must Have Lost It on the Wind – 3:53
9. Old '67 – 4:01
10. The Captain and the Kid – 5:03

### Traccia bonus
1. Across the River Thames – 4:31 (disponibile esclusivamente in download)

## Tracce bonus
| Brano                                           | Disponibilità   |
| ----------------------------------------------- | --------------- |
| "Across the River Thames"                       | Download        |
| "Someone Saved My Life Tonight (Live)"          | Best Buy/iTunes |
| "We All Fall in Love Sometimes/Curtains (Live)" | Best Buy        |
| "Tell Me When the Whistle Blows (Live)"         | iTunes          |
| "(Gotta Get A) Meal Ticket (Live)"              | iTunes          |
| "Better Off Dead (Live)"                        | iTunes          |

## Formazione
- Elton John: voce, cori, pianoforte
- Nigel Olsson: batteria, cori
- Davey Johnstone: chitarra, cori, banjo, mandolino, armonica a bocca
- Guy Babylon: tastiera
- Bob Birch: basso, cori
- John Mahon: percussioni, cori
- Matt Still: cori
- Arthur: abbai

Arthur è il cane di Elton John; spaventato nel bel mezzo della registrazione del brano Just Like the Noah's Ark, si mise ad abbaiare contro John Mahon, andando casualmente in sintonia con le percussioni e la melodia del pezzo (come ricorda il produttore Matt Still in un'intervista). Il risultato divertì molto la compagnia: alla fine della canzone si può udire chiaramente la risata di Elton.